# Instructie
Een instructie bestaat uit een richtlijn opgesteld voor een uit te voeren handeling. Wanneer men instructies geeft, wordt informatie over een bepaalde actie overgebracht. Dit kan zijn hoe, wanneer, of en op welke manier de actie plaats moet vinden
Instructies kunnen op allerlei uiteenlopende manieren aan de ontvanger overgebracht worden. Ze zitten vaak bij een nieuw gekocht product, meestal in papieren vorm. Dit wordt ook wel een handleiding genoemd. Instructies kunnen ook bestaan uit directe communicatie tussen mensen of dieren. Als iemand bijvoorbeeld Af! tegen zijn hond roept, is de hond geïnstrueerd dat hij moet gaan liggen. Klikt iemand op het printerpictogram in een tekstverwerker, dan wordt het programma geïnstrueerd het document af te drukken. Instructies kunnen onderdeel zijn van een werkinstructie.
Instructie is ook individueel gericht onderwijs, waarbij de student zelf opgaven maakt of oefeningen doet en daarbij door docenten terzijde wordt gestaan.

## Voorbeelden
- Een Instructie van het Vaticaan is een document van administratief karakter, een toelichting op een wet met aanwijzingen over de toepassing ervan.
- Een instructie voor een computer bestaat uit een enkele geprogrammeerde bewerking die de processor moet uitvoeren.